# Miklós Bánffy
Miklós Bánffy (hongarès: Bánffy Miklós)  (Cluj-Napoca, 30 de desembre de 1873 - Budapest, 6 de juny de 1950) fou un polític i novel·lista hongarès conegut per la seva Trilogia Transsilvana, on narra les vides entrecreuades de diversos personatges abans de l'esclat de la Primera Guerra Mundial, amb una tràgica història d'amor entre dos nobles com a fil conductor.
Bánffy, ell mateix descendent d'aristòcrates, retrata una època que desapareix amb grans trets autobiogràgics, ja que fou parlamentari com el protagonista de les seves obres i arribà fins al càrrec de Ministre d'Exteriors.